# Ордзовани
Ордзовани (слч. Ordzovany) насељено је мјесто са административним статусом сеоске општине (слч. obec) у округу Љевоча, у Прешовском крају,Словачка Република.

## Становништво
| Година:    | 1994. | 2004.    | 2014.   | 2024.   |
| ---------- | ----- | -------- | ------- | ------- |
| Број људи: | 151   | 170      | 165     | 162     |
| Разлика:   |       | +12,58 % | -2,94 % | -1,81 % |

| Година:    | 2023. | 2024.   |
| ---------- | ----- | ------- |
| Број људи: | 165   | 162     |
| Разлика:   |       | -1,81 % |

Према подацима о броју становника из 2011. године насеље је имало 168 становника.